# Стамен Стаменов (министър на транспорта)
Вижте пояснителната страница за други личности с името Стамен Стаменов.
Стамен Делков Стаменов е български политик.

## Биография
Между 1958 и 1990 г. работи в системата на БДЖ. От 1958 до 1967 година е ръководител на движение, а от 1967 до 1972 организатор на производството. Между 1972 и 1976 началник на ЖП управление в София. В периода 1988 – 1990 година е експерт в бюро „Обединени пътнически вагони“ – Прага. През 1967 г. завършва ВМЕИ. От 1990 до 1992 година е генерален директор на „Метрополитен“ в София. След това до 1994 г. е първоначално директор, а след това и генерален директор на БДЖ. През 1995 година става председател на Националната комисия по безопасност на движението.
В периода 1995 – 1997 г. е министър на транспорта в правителството на Жан Виденов. От 1997 г. е в Управителния съвет на Държавния фонд за реконструкция и развитие.